# Serravalle
För andra betydelser, se Serravalle (olika betydelser).
Serravalle är en av republiken San Marinos nio kommuner, castelli. Serravalle har en befolkning på 9 394 invånare (2006) och en yta på 10,53 kvadratkilometer och är den mest tätbefolkade kommunen i San Marino och innefattar dess största ort, Dogana. Serravalle ligger vid foten av Apenninerna. 
Kommunen gränsar till Domagnano och Borgo Maggiore samt de italienska kommunerna Verucchio, Rimini och Coriano.

## Administrativ indelning
Seravalle är indelat i åtta administrativa enheter (curazie):
- Cà Ragni,
- Cinque Vie,
- Dogana,
- Falciano,
- Lesignano,
- Ponte Mellini,
- Rovereta,
- Valgiurata

## Historia
Serravalle tillkom efter San Marinos senaste territoriella expansion 1463.